# Liste des circonscriptions électorales du Hampshire
Le Comté cérémoniel du Hampshire, 
qui comprend l'autorité unitaire de 
Portsmouth et Southampton,
est divisé en 18 Circonscription électorale
- 9 Borough constituencies
et 9 County constituencies.

## Circonscription
- † Conservateur
- ‡ Labour
- ¤ Liberal Democrat
- Green
- UKIP
- ə Independent

| Circonscription                 | Electeur | Majorité | Member of Parliament | Member of Parliament | Opposition | Opposition            | Map |
| ------------------------------- | -------- | -------- | -------------------- | -------------------- | ---------- | --------------------- | --- |
| Aldershot BC                    | 72,430   | 14,901   |                      | Gerald Howarth       |            | Gary Puffett          |     |
| Basingstoke BC                  | 79,665   | 11,063   |                      | Maria Miller         |            | Dr Paul Harvey        |     |
| East Hampshire CC               | 71,074   | 25,147   |                      | Damian Hinds         |            | Peter Baillie         |     |
| Eastleigh BC                    | 79,609   | 9,147    |                      | Mims Davies          |            | Mike Thornton         |     |
| Fareham CC                      | 77,114   | 22,262   |                      | Suella Fernandes     |            | Malcolm Jones         |     |
| Gosport BC                      | 73,268   | 17,098   |                      | Caroline Dinenage    |            | Christopher Wood      |     |
| Havant BC                       | 70,554   | 13,920   |                      | Alan Mak             |            | John Perry            |     |
| Meon Valley CC                  | 72,378   | 23,913   |                      | Flick Drummond       |            | David Alexander       |     |
| New Forest East CC              | 72,697   | 19,162   |                      | Julian Lewis         |            | Roy Swales            |     |
| New Forest West CC              | 68,446   | 20,604   |                      | Desmond Swayne       |            | Paul Bailey           |     |
| North East Hampshire CC         | 74,025   | 29,916   |                      | Ranil Jayawardena    |            | Graham Cockarill      |     |
| North West Hampshire CC         | 79,223   | 23,943   |                      | Kit Malthouse        |            | Susan Perkins         |     |
| Portsmouth North BC             | 73,105   | 10,537   |                      | Penny Mordaunt       |            | John Ferrett          |     |
| Portsmouth South BC*            | 71,639   | 5,241    |                      | Stephen Morgan       |            | Gerald Vernon-Jackson |     |
| Romsey and Southampton North CC | 66,519   | 17,712   |                      | Caroline Nokes       |            | Ben Nicholls          |     |
| Southampton Itchen BC           | 72,281   | 2,316    |                      | Royston Smith        |            | Rowenna Davis         |     |
| Southampton, Test BC            | 70,270   | 3,810    |                      | Alan Whitehead       |            | Jeremy Moulton        |     |
| Winchester CC                   | 74,119   | 16,914   |                      | Steve Brine          |            | Jackie Porter         |     |

## Changements de limites
La Commissions a recommandé que le comté soit à l'avenir divisé en 18 circonscriptions.
Ces changements seront mis en œuvre pour l'Élections générales de 2010.
| Nom | Limites actuelles                         |
| --- | ----------------------------------------- |
| 1. Aldershot CC 2. Basingstoke CC 3. East Hampshire CC 4. Eastleigh BC 5. Fareham CC 6. Gosport BC 7. Havant BC 8. New Forest East CC 9. New Forest West CC 10. North East Hampshire CC 11. North West Hampshire CC 12. Portsmouth North BC 13. Portsmouth South BC 14. Romsey CC 15. Southampton, Itchen BC 16. Southampton, Test BC 17. Winchester CC | Parliamentary constituencies in Hampshire |

| Nom proposé | Limites proposées                            |
| --- | -------------------------------------------- |
| 1. Aldershot BC 2. Basingstoke BC 3. East Hampshire CC 4. Eastleigh BC 5. Fareham CC 6. Gosport BC 7. Havant BC 8. Meon Valley CC 9. New Forest East CC 10. New Forest West CC 11. North East Hampshire CC 12. North West Hampshire CC 13. Portsmouth North BC 14. Portsmouth South BC 15. Romsey and Southampton North CC 16. Southampton, Itchen BC 17. Southampton, Test BC 18. Winchester CC | Proposed Revised constituencies in Hampshire |

## Résultats
| 2005 | 2010 | 2015 |
| ---- | ---- | ---- |
|      |      |      |